# Neil Tennant
Neil Francis Tennant (North Shields, 10 de Julho de 1954) é um músico inglês, conhecido por integrar a dupla Pet Shop Boys, juntamente com o seu amigo Chris Lowe.

## Biografia
Neil Francis Tennant nasceu em North Shields, uma pequena cidade inglesa próxima a Newcastle (13 km), filho de William Tennant (n. 1923 - m. 2009) e de Sheila Tennant (n. 1923 - m. 2008).
Recebeu uma educação católica, tendo feito a instrução primária em Cuthbert's Grammar School, em Newcastle. Duas das músicas dos Pet Shop Boys, This Must Be the Place I Waited Years to Leave e It's a Sin, são dedicadas a este período da vida de Neil.
Ainda em criança teve o primeiro contacto com a música, tendo aulas de guitarra e violoncelo. Com 16 anos, integra a sua primeira banda, de nome Dust.
Em 1972, com 18 anos, muda-se para Londres, para estudar História, no North London Polytechnic. Começa a trabalhar em 1977, como editor da revista de banda-desenhada da Marvel. Trabalha também como ilustrador e jornalista, entrevistando celebridades, para a revista Madness. Mantém esta linha de actividade até 1983.

## Pet Shop Boys

### Como conheceu Chris
A par das actividades literárias, Neil nunca se descurou da música, tendo sempre feito pequenas produções. Em Agosto de 1981, Neil necessitava dum amplificador para ligar o sintetizador em casa e, vai comprá-lo a uma loja de artigos musicais no centro de Londres. Aí encontra Chris e, com ele se aconselha qual seria o melhor amplificador. Logo perceberam que poderiam vir a ser grandes amigos e, trocam logo contactos.
Pouco tempo depois, encontram-se num chat e, conversam sobre os respectivos gostos musicais. Aí, percebem que podiam compor juntos e, criam logo um nome para a dupla, West End, devido a ser a zona de Londres onde se tinham conhecido.

### Os primeiros tempos
Os dois começam a trabalhar a sério em 1982, num pequeno estúdio em Camden Town, a norte de Londres. Logo são produzidas maquetes de canções como "It's a Sin," "West End Girls," "Rent," e "Jealousy." A dupla mudou o nome de West End para Pet Shop Boys, devido a uns amigos de Chris, que trabalhavam numa loja de animais e, também por apresentarem ambos ideias de defesa dos direitos dos animais.
Em Agosto de 1983, em consequência de Tennant, ainda com a sua actividade jornalística, ter feito uma entrevista ao grupo The Police, em Nova Iorque, os dois são convidados pelo produtor Bobby Orlando, para apresentarem as suas maquetes. Já em Abril de 1984, era lançado nas rádios, West End Girls.
Após algumas confusões, é fechado contracto definitivo com Bobby Orlando, passando este a ser o empresário da banda.
Neil assumiu-se como homossexual em 1994, algo que já havia sendo comentado desde 1980, numa entrevista à revista britânica Atitude, uma revista destinada à comunidade LGBT. 